# Odtud až na věčnost
 Odtud až na věčnost (v anglickém originále From Here to Eternity) je americké filmové drama z roku 1953 s Burtem Lancasterem, Montgomery Cliftem a Deborah Kerrovou v hlavních rolích. Snímek byl natočen na motivy stejnojmenného románu Jamese Jonese z roku 1951 a pojednává o některých aspektech možného psychologického pozadí útoku na Pearl Harbor. Film získal osm Oscarů z celkových třinácti nominací a dva Zlaté glóby.

## Děj
Vojín Robert E. Lee Prewitt přezdívaný "Prew" (Montgomery Clift) byl dobrovolně převelen do Schofieldských kasáren na ostrově Oahu na Havaji. Na předešlé vojenské základně totiž funkci prvního trubače získal jiný vojín a to ho vyprovokovalo nechat se přemístit. Než se hlásí u nového kapitána Holmese (Philip Ober) potkává kamaráda Angela Maggieho (Frank Sinatra). Holmes začne na Prewa naléhat, aby se stal členem boxerského spolku. On to tvrdošíjně odmítá, protože během posledního zápasu vážně zranil soupeře. Od té doby boxovat nechce. Nezlomí ho ani nekalé a tvrdé praktiky kapitána, ani domlouvání přímého nadřízeného seržanta Miltona Warden (Burt Lancaster). Mezitím co jsou Prew a Angelo šikanováni, přichází seržant do domu Holmesových. Ví velice dobře, že kapitán je ve městě, ale touží se setkat s jeho ženou Karen (Deborah Kerrová), která mu silně imponuje už od první chvíle. Manželka kapitána odmítá jakékoliv sblížení, ale ve svém světě se cítí osamělá a nešťastná. Nakonec Wardenovu šarmu podlehne.
V den výplaty si jdou Prew s Angelem vypít do uzavřeného podniku "New Congress". Prew tam natrefí na sympatickou hostesku Lorene (Donna Reedová), se kterou stráví noc. Angelo se mezitím dostane do potyčky s "tučňákem" Judsonem (Ernest Borgnine), který je seržantem ve vojenské věznici. Rvačce na poslední chvíli zabrání Prew. V tu samou noc se ve vlnách oceánu líbají Warden a Karen. Jejich tajná schůzka se však zvrtne v hádku a staré rány vycházejí na povrch. Karen byla těhotná a měla už rodit, když její manžel Holmes přišel domů opilý. Prosila ho, aby s ní jel do nemocnice, ale byl natolik nevládný, že usnul na posteli. Karen mezitím přišla o dítě a dozvěděla se, že už nikdy žádné mít nebude. Warden po vyslechnutí příběhu žádá Karen o prominutí.
Prew nadále odmítá nátlak kapitána Holmese stát se boxerem. Ten ho chce nechat zavřít. Warden se za něj přimluví, a tak zůstane jen u šikany. I to ale vojína Prewa vyčerpává. Odpočinkem mu je vysedávání v baru s kamarádem Angelem. Naneštěstí se tam objevuje i Tučňák Judson a strhne se rvačka. Wardenův zásah zabrání nejhoršímu, ale Angelovi a Judsonovi je jasné, že tímto to nekončí. Lorene přizná Prewovi, že se jmenuje Alma, ale jako společnice používá pseudonym. Dá mu klíč od svého příbytku.
Nastává další volný večer. Angelo se chce zabavit, ale je pověřen aby hlídal kasárna. Alma tráví noc s Prewem v místním podniku, když je v tom vyruší opilý Angelo. Utekl při plnění povinností. Zatknou ho a vojenský soud mu určí trest. Ve věznici potkává Tučňáka, který ho denně mlátí a trestá. Warden a Karen plánují společný život. Kapitán Holmes se nesmí dozvědět, že jeho podřízený a jeho manželka mají poměr. Řešením by byl rozvod a převelení Wardena do Států. Prewa stále provokuje seržant Galovitch (John Dennis), s nímž se nakonec pustí do rvačky na nádvoří vojenské základny. Kapitán Holmes to vidí a nezasahuje. Později jeho praktiky odhalí přímí nadřízení, kteří ho zbaví služby. Prew je však již ztlučen a přesto, že už nechce boxovat, pustí se do silné odplaty a Galovitcha zmlátí.
V tu noc se Prew a seržant Warden opijí, aby ulehčili svým složitým životním situacím. Při rozmluvě je najde zakrvácený Angelo. Utekl z vězení poté, co ho dali na samotku a co ho Tučňák Judson zmlátil. Angelo umírá v náručí Prewa, který slibuje pomstu. Počká si na Tučňáka, když vychází z nočního baru a vyzve ho na souboj nožem. Zalezou do tmavé uličky, kde si změří síly. Prew Tučňáka zabije a skryje se u milenky Almy.
Píše se 7. prosinec 1941, když japonské armádní stíhačky zaútočí na Pearl Harbor. Prew je už několik dní nezvěstný, vražda Tučňáka je stále nevyřešená, seržant Warden se snaží zmobilizovat své vojáky. V to nedělní ráno nastává na základně obrovský zmatek. Prew má informace z rádia a navzdory svým zraněním, ke kterým přišel v zápase s Judsonem, a přes Alminy protesty se večer vykrádá do kasáren. Chce se vrátit mezi vojáky, aby mohl bojovat s ostatními. Noční hlídka ho odhalí a vyzve, aby neutíkal a vzdal se. V šeru noci a napjaté situaci neodhadne o koho jde a Prewa zastřelí.
Film končí záběrem na evakuační loď. Na její palubě rozmlouvají Karen a Alma. První se rozhodla vrátit s manželem do USA a skončit románek s Wardenem, druhá se ve svém smutku rozhodla opustit Havaj navždy. Vypráví Karen příběh o svém snoubenci, který byl pilotem a zemřel při plnění svých povinností.

## Obsazení
| Burt Lancaster   | seržant Milton Warden       |
| Montgomery Clift | vojín Robert E. lee Prewitt |
| Deborah Kerrová  | Karen Holmes                |
| Donna Reedová    | Alma 'Lorene' Burke         |
| Frank Sinatra    | vojín Angelo Maggio         |
| Philip Ober      | kapitán Dana Holmes         |
| Ernest Borgnine  | seržant 'Fatso' Judson      |
| John Dennis      | seržant Ike Galovitch       |

## Zajímavosti

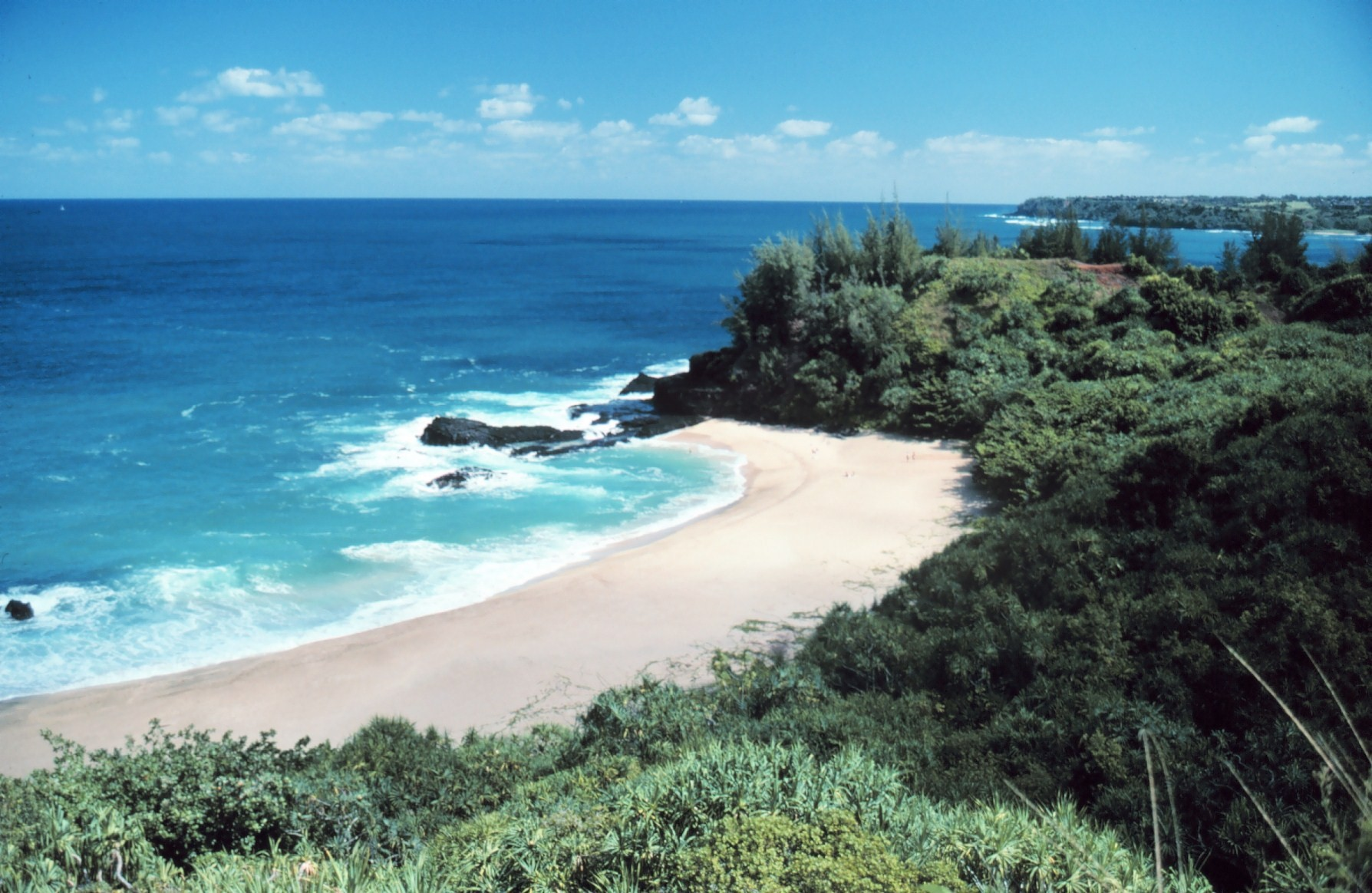
Pláž na havajském ostrově Kauai, kde se film natáčel

- Joan Fontaineová měla původně hrát postavu Karen, ale z rodinných důvodů odmítla. Tato postava byla nabídnuta i Joan Crawfordové.
- Ronald Reagan a Walter Matthau byly zvažováni na hlavní postavu seržanta Wardena.
- Postavu italského vojína Maggieho měl původně hrát Eli Wallach; musel z projektu odstoupit, protože přijal nabídku na filmu Camino Real.
- Shelley Wintersová odmítla postavu Almy alias Lorene, protože právě porodila dceru Vittorii.
- V opilecké scénce Montgomeryho Clifta a Burta Lancastera byl Clift opilý i ve skutečnosti, zatímco Burt Lancaster byl střízlivý.
- Autor předlohy James Jones nebyl s filmem spokojen, vadilo mu, že je velmi pozměněn.
- Clift, Sinatra a spisovatel Jones si byli v průběhu natáčení velmi blízcí, často trávili čas popíjením v barech.
- Clift se neuměl pohybovat jako boxer, proto měl svého dubléra.
- Deborah Kerrová a Burt Lancaster se do sebe během natáčení zamilovali.
- Film natáčeli 41 dní.
- Film zpopularizoval havajské košile.
- Film svým oscarovým skóre osmi cen vyrovnal čtrnáct let starý rekord snímku Jih proti Severu.
- Jde zatím o poslední film oceněný Oscarem, který zaznamenal nominace ve všech čtyřech hereckých kategoriích.

## Ocenění

### Oscar

#### Ceny
- Nejlepší film - Buddy Adler
- Nejlepší herečka ve vedlejší roli - Donna Reedová
- Nejlepší herec ve vedlejší roli - Frank Sinatra
- Nejlepší režie - Fred Zinnemann
- Nejlepší scénář - Daniel Taradash
- Nejlepší kamera (ČB) - Burnett Guffey
- Nejlepší střih - William A. Lyon
- Nejlepší zvuk - John P. Livadary

#### Nominace
- Nejlepší herečka v hlavní roli - Deborah Kerrová
- Nejlepší herec v hlavní roli - Burt Lancaster
- Nejlepší herec v hlavní roli - Montgomery Clift
- Nejlepší hudba - George Duning, Morris Stoloff
- Nejlepší kostýmy (ČB) - Jean Louis

### Zlatý glóbus
- Nejlepší herec ve vedlejší roli - Frank Sinatra (cena)
- Nejlepší režie - Fred Zinnemann (cena)

### BAFTA
- Nejlepší film na základě jakékoliv předlohy - Buddy Adler (USA) (nominace)

### Cannes
- Speciální cena pro režiséra Fred Zinnemann